# Les Marius
 (avril 2022).
Si vous disposez d'ouvrages ou d'articles de référence ou si vous connaissez des sites web de qualité traitant du thème abordé ici, merci de compléter l'article en donnant les références utiles à sa vérifiabilité et en les liant à la section « Notes et références ».
Les Marius sont des trophées qui récompensent, depuis 2005, des spectacles de théâtre musical, aussi appelés musicals et des spectacles musicaux créés ou repris au cours de l'année précédente à Paris ou en région parisienne, ainsi que les artistes-interprètes de ces spectacles[pas clair]. Ils sont décernés lors du festival Les Musicals.
En 2008, la cérémonie était présentée au Vingtième Théâtre et pour la première fois présentait une remise de prix entièrement chantée. La soirée était conçue et mise en scène par Samuel Sené qui dirigeait aussi l'orchestre. Textes de Ludovic-Alexandre Vidal, musiques de Raphaël Bancou, chorégraphies de Aurélie Moreau-Cointement. La cérémonie était présentée par Fabian Richard, accompagné par Claire Baradat, Clémence Lévy, Jean-Michel Vaubien et Florent Williamson.
En 2009, la cérémonie fut jouée au Théâtre Trianon. Textes de Ludovic-Alexandre Vidal, musiques et direction musicale de Raphaël Bancou, mise en scène de Samuel Sené, chorégraphies de Aurélie Moreau-Cointement. La cérémonie était présentée par Fabian Richard, Christine Bonnard, Claire Baradat, Diane Dassigny, Julien Husser et Jean-Michel Vaubien.

## Palmarès
- Marius d'honneur, récompensant une personnalité ayant contribué à l'épanouissement du musical en France
  - Jean-Luc Choplin (2008)
  - Jérôme Savary (2007)
  - Claude-Michel Schönberg (2006)

- Marius de la meilleure interprétation dans un rôle principal
  - Jérôme Pradon dans L'Opéra de Sarah et Amélie Munier dans Grease (2009)
  - Vincent Heden dans Panique à Bord et Zama Magudulela dans Le Roi lion (2008)
  - Fabian Richard et Claire Pérot dans Cabaret (2007)
  - Vincent Heden dans Camille C. et Christine Bonnard dans Nonnesens (2006)
  - Alexandre Bonstein et Ariane Pirie dans Créatures (2005)

- Marius de la meilleure interprétation dans un second rôle
  - David Bàn dans Grease (2009)
  - David Eguren dans Le Roi lion (2008)
  - Isabelle Ferron dans Un violon sur le toit (2007)

- Marius du meilleur musical
  - Catégorie Théâtre musical
    - L'Opéra de Sarah (2009)
    - Panique à bord (2008)
    - Le Cabaret des hommes perdus (2007)
    - Camille C. (2006)
    - Chance ! (2005)

  - Catégorie Spectacle musical
    - Les Frangines (2009)
    - Madame Raymonde (2008)
    - Souingue souingue (2007)
    - In the bocal (2005)

  - Catégorie Adaptation française
    - Marlène D (2009)
    - Le Roi lion (2008)
    - Cabaret (2007)
    - Un violon sur le toit (2006)

  - Catégorie Jeune Public
    - Dothy et le Magicien d'Oz (2009)
    - Le Prince et le Pauvre (2008)

  - Catégorie International
    - On the Town (2009)
    - West Side Story (2008)

  - Catégorie Reprise
    - Les Empires de la lune (2007)

- Marius de la meilleure chanson de musical (prix Claude-Michel Schönberg)
  - Plaire d'Alain Marcel dans L'Opéra de Sarah (2009)
  - Mon âme pour un solo de Stéphane Laporte et Patrick Laviosa (2008)
  - Je suis Camille dans Camille C. (2006)
  - Au petit bonheur la chance dans Au petit bonheur la chance (2005)

- Marius du meilleur Ciné-Musical
  - Le Bal des actrices (2009)
  - Zoé Melody (2007)
  - Bye Bye (2006)

- Marius du meilleur court métrage musical
  - La Copie de Coralie (2009)